# The Gunstringer
The Gunstringer é um jogo eletronico de tiro em terceira pessoa desenvolvido pela Twisted Pixel Games e publicado pela Microsoft Studios para Xbox 360 com Kinect. Foi originalmente planejado como um lançamento do Xbox Live Arcade, mas mais tarde foi transformado em um jogo completo de varejo.

## Jogabilidade
The Gunstringer é um título do Kinect que utiliza o corpo do jogador para controlar o jogo, em vez de um gamepad. O jogador controla o movimento do personagem com a mão esquerda, enquanto a direita é usada para mirar e disparar a arma do personagem. Os jogadores podem marcar vários inimigos para atirar e, assim que o jogador fizer um gesto de tiro, todos os inimigos marcados serão alvejados pelo personagem. Certos momentos do jogo são apresentados como um atirador ferroviário e permitem ao jogador usar as duas mãos para controlar duas armas enquanto o personagem se move ao longo de um caminho pré-definido.

## Trama
The Gunstringer se passa como uma peça que se passa no Velho Oeste, com alguns aspectos modernos e de fantasia. O jogo é jogado como se fosse representado num palco de teatro. Começa com imagens de ação ao vivo em um teatro (The Paramount Theatre em Austin, TX) onde as pessoas compareceram para ver o show. O cenário da peça gira em torno de um personagem conhecido simplesmente como The Gunstringer, um xerife marionete morto-vivo traído por seu bando. O jogo começa quando ele se levanta do túmulo, em busca de vingança. O jogo é dividido em quatro áreas ou atos diferentes, cada um baseado em um membro da antiga gangue do Gunstringer: o deserto controlado pelo Barão do Petróleo, o bayou sendo limpo e colonizado pela Madame Bordel, o vale sendo influenciado pelo Beard Master, e o deserto e o submundo governados pela Senhora dos Mortos.

## Desenvolvimento e marketing
O jogo foi anunciado pela primeira vez em 1º de fevereiro de 2011. Um trailer apresentando elementos de jogabilidade foi lançado na época. Antes do anúncio, os desenvolvedores Twisted Pixel Games gravaram imagens de ação ao vivo para integrar ao jogo. A filmagem do vídeo ocorreu no The Paramount Theatre, na localização do desenvolvedor em Austin, Texas.
O personagem foi desenhado por Josh Bear, presidente da Twisted Pixel Games. A ideia surgiu durante uma reunião entre Twisted Pixel e a editora Microsoft Studios. Durante um momento, enquanto Twisted Pixel estava sozinho na reunião, eles notaram uma pintura de um esqueleto no estilo do Velho Oeste e decidiram usá-la como tema para seu personagem. Bear revelou mais tarde que a ideia foi concretizada nos poucos minutos em que o representante da Microsoft Studios deixou a mesa. A ideia original do Twisted Pixel não poderia ser realizada com os recursos que o Kinect tinha e a equipe teve que mudar de ideia rapidamente. “Foi muito legal, mas não tinha a fidelidade para fazer o que queríamos, não conseguia rastrear os movimentos dos dedos”, disse Bear. “Eu estava tipo ‘Oh merda, vamos lançar tudo isso e eles vão saber que isso não é possível com o hardware.'"
O Gunstringer foi distribuído com um código para baixar um título do Xbox Live Arcade Kinect, Fruit Ninja Kinect. Um complemento de conteúdo para download gratuito também foi lançado, intitulado Wavy Tube Man Chronicles. Em vez da apresentação híbrida gerada por computador/ação ao vivo do jogo principal, este complemento é um jogo de tiro FMV de ação ao vivo no estilo de jogos de disco laser como Mad Dog McCree. O cofundador da Troma Entertainment, Lloyd Kaufman, aparece como ator no conteúdo para download. A trilha sonora também foi disponibilizada gratuitamente no site oficial do jogo.

## Recepção
O Gunstringer recebeu "críticas geralmente favoráveis" de acordo com o site de agregação de críticas Metacritic. No Japão, onde o jogo foi portado para lançamento em 6 de outubro de 2011, a Famitsu deu uma pontuação de 30 em 40, enquanto o Famitsu Xbox 360 deu uma pontuação de quatro oitos para um total de 32 em 40.
A Common Sense Media deu-lhe quatro estrelas de cinco e disse: "Jogadores adolescentes e adultos famintos por uma experiência Kinect mais satisfatória devem ser bem servidos por este jogo único." No entanto, o Daily Telegraph deu-lhe três estrelas e meia em cinco e chamou-o de "um dos melhores e mais originais jogos Kinect até hoje, e extremamente divertido nas curtas explosões de jogo para as quais o dispositivo foi projetado. Talvez o mais refrescante de tudo é que ele pode ser jogado sentado; os viciados em televisão, desencorajados pela atividade exigida pela maioria dos títulos baseados em movimento, podem ter acabado de encontrar seu jogo Kinect ideal." Digital Spy deu-lhe três estrelas de cinco e chamou-o de "outro título forte do Kinect decepcionado pela falta de longevidade e alguns pequenos problemas. Certamente, o curto tempo de jogo é compensado pela inclusão do Fruit Ninja Kinect e pelo preço do orçamento, enquanto problemas ocasionais de controle são facilmente ignorados com um pouco de paciência. Na maior parte, Twisted Pixel criou outro videogame maravilhosamente ultrajante, que funciona bem e oferece muito entretenimento, por mais curto que seja."

## Sequencia
Em 3 de janeiro de 2013, uma sequência intitulada The Gunstringer: Dead Man Running foi lançada exclusivamente para dispositivos Windows 8. Foi retirado da lista em 21 de maio de 2014 devido à decisão da Microsoft de remover todos os títulos que não eram de sua propriedade e eles foram considerados impróprios para seu portfólio atual.

## Referencia
1. ↑  Chester, Nick (7 de junho de 2011). «E3: O Gunstringer abandona o XBLA, indo para o varejo». Destructoid. Enthusiast Gaming. Consultado em 7 de junho de 2011. Cópia arquivada em 10 de junho de 2011
2. 1 2 3 4  Hatfield, Daemon (24 de fevereiro de 2011). «Pulling Gunstringer's Strings». IGN. Ziff Davis. Consultado em 20 de junho de 2019. Cópia arquivada em 20 de junho de 2019
3. ↑  Newton, James (19 de fevereiro de 2011). «Entrevistas: Twisted Pixel – The Gunstringer». KINECTaku. Consultado em 20 de junho de 2019. Arquivado do original em 21 de fevereiro de 2011
4. ↑  Adams, Ross (1 de fevereiro de 2011). «Twisted Pixel revela 'The Gunstringer', um jogo de tiro com tema ocidental para Kinect». XBLAFans. Consultado em 2 de março de 2011. Cópia arquivada em 18 de julho de 2011
5. 1 2  Fletcher, JC (26 de janeiro de 2011). «Twisted Pixel gravando vídeo em Austin para jogo não anunciado». Engadget (Joystiq). Oath Inc. Consultado em 20 de junho de 2019
6. ↑  Tong, Sophia (24 de fevereiro de 2011). «Entrevista com o Gunstringer Michael Wilford». GameSpot. CBS Interactive. Consultado em 20 de junho de 2019. Cópia arquivada em 20 de junho de 2019
7. ↑  McElroy, Justin (26 de setembro de 2011). «Os três minutos terríveis que criaram The Gunstringer». Engadget (Joystiq). Oath Inc. Consultado em 20 de junho de 2019. Cópia arquivada em 28 de maio de 2018
8. ↑  Kietzmann, Ludwig (13 de setembro de 2011). «O DLC de lançamento do Gunstringer gratuito para todos os membros do Xbox Live em 20 de setembro». Engadget (Joystiq). Oath Inc. Consultado em 20 de junho de 2019. Cópia arquivada em 25 de março de 2016
9. ↑  Mallory, Jordan (12 de setembro de 2011). «Assista aos primeiros 15 minutos do DLC The Gunstringer FNV, 'Wavy Tube Man Chronicles'». Engadget (Joystiq). Oath Inc. Consultado em 20 de junho de 2019. Cópia arquivada em 19 de fevereiro de 2016
10. ↑  Mallory, Jordan (17 de setembro de 2011). «Você deve baixar a trilha sonora de The Gunstringer». Engadget (Joystiq). Oath Inc. Consultado em 20 de junho de 2019. Cópia arquivada em 13 de março de 2016
11. ↑  Chester, Nick (13 de setembro de 2011). «Review: The Gunstringer». Destructoid. Enthusiast Gaming. Consultado em 21 de junho de 2019. Cópia arquivada em 23 de abril de 2021
12. ↑  Edge staff (14 de setembro de 2011). «The Gunstringer review». Edge. Future plc. Consultado em 21 de junho de 2019. Arquivado do original em 7 de outubro de 2011
13. ↑  Whitehead, Dan (16 de setembro de 2011). «The Gunstringer». Eurogamer. Gamer Network. Consultado em 21 de junho de 2019. Cópia arquivada em 8 de janeiro de 2021
14. 1 2 3  «ザ ガンストリンガー [Xbox 360]». Famitsu (em japonês). Enterbrain. Consultado em 20 de junho de 2019
15. ↑  Reiner, Andrew (13 de setembro de 2011). «The Gunstringer». Game Informer. GameStop. Consultado em 21 de junho de 2019
16. ↑  Hayward, Andrew (13 de setembro de 2011). «Review: The Gunstringer (360)». GamePro. GamePro Media. Consultado em 21 de junho de 2019. Arquivado do original em 25 de setembro de 2011
17. ↑  McShea, Tom (13 de setembro de 2011). «The Gunstringer Review». GameSpot. CBS Interactive. Consultado em 21 de junho de 2019. Cópia arquivada em 19 de julho de 2021
18. ↑  «The Gunstringer Review». GameTrailers. Viacom. 13 de setembro de 2011. Consultado em 21 de junho de 2019. Arquivado do original em 25 de setembro de 2011
19. ↑  DeVries, Jack (14 de setembro de 2011). «The Gunstringer Review». IGN. Ziff Davis. Consultado em 21 de junho de 2019. Cópia arquivada em 19 de julho de 2021
20. ↑  McElroy, Justin (13 de setembro de 2011). «The Gunstringer review: Dig my grave». Engadget (Joystiq). Oath Inc. Consultado em 21 de junho de 2019. Cópia arquivada em 2 de junho de 2016
21. ↑  Cohen, Corey (13 de setembro de 2011). «The Gunstringer review». Official Xbox Magazine. Future US. Consultado em 21 de junho de 2019. Arquivado do original em 26 de setembro de 2011
22. 1 2  «Avaliações de The Gunstringer para Xbox 360». Metacritic. CBS Interactive. Consultado em 13 de setembro de 2011. Cópia arquivada em 19 de julho de 2021
23. ↑  Sapieha, Chad (2011). «The Gunstringer». Common Sense Media. Consultado em 21 de junho de 2019. Cópia arquivada em 21 de junho de 2019
24. ↑  «Buy The Gunstringer - Microsoft Store». Microsoft Store. Consultado em 6 de maio de 2020
25. ↑  Smith, Rebecca (2014). «The Gunstringer: Dead Man Running to be Delisted». TrueAchievements. Consultado em 6 de maio de 2020. Cópia arquivada em 15 de novembro de 2019